# Jean-Jacques Artès
Jean-Jacques Artès (Torrelles de la Salanca, 25 de juliol del 1954) va ser un jugador nord-català de rugbi a 15 que, jugant amb la U.S.A.Perpignan, quedà campió de França tres vegades en les formacions juvenils. Un d'aquests campionats, el Crabos del 1970-1971, el guanyà a l'U.S. del seu Torrelles natal, en un equip on també jugaven per aquells anys Michel Montanès, Yves Ballanéda, Roland Génis i els germans Pierre, Jean i Paul Goze (posteriorment, president de la USAP).
En el camp ocupava la posició de centre; feia 1,72 m i 72 kg. En la seva vida privada va ser agricultor.

## Carrera
- 1969-1970 USAP de Perpinyà
- 1970-1971 U.S.Torrelles
- 1972-1978 USAP

### Palmarès
- Campió de França cadets 1969-1970
- Campió de França Crabos 1970-1971
- Campió de França Reichels 1972-1973